# Державний політехнічний музей при НТУУ КПІ
Державний політехнічний музей ім. Бориса Патона — технічний музей при НТУУ КПІ ім. Ігоря Сікорського, що з'явився в Києві в 1998 році. Музей був створений відповідно до Постанови Кабінету Міністрів України «Про створення в місті Києві Державного політехнічного музею». Відкриття Політехнічного музею було приурочене до святкувань 100-річчя КПІ. Музей розташований в шостому корпусі київської політехніки та є його структурним підрозділом.

## Історія
Першим директором музею став Микола Калачов. У формуванні колекції музею брали участь усі кафедри інституту, зокрема значний внесок у розвиток музею зробили співробітники кафедри історії, які були першими екскурсоводами.

## Експозиція
У цілому Політехнічний музей має 7 залів загальною площею 1,5 тисячі кв.м., а колекція Політехнічного музею складається з понад 10 тисяч різноманітних експонатів, з них 3 тисячі перебувають в постійній експозиції, що має 13 розділів. Тут представлені різні напрямки розвитку науки та техніки не тільки в Україні, а й у світі. Серед подібних експонатів — матеріали зі царини електроніки, приладобудування, радіотехніки, телекомунікацій, інформатики, машинобудування, авіації та космонавтики. Вельми цікава для огляду виставка техніки військового зв'язку та стрілецької зброї. До 110-річчя університету експозиція була значно оновлена, тут з'явилися нові матеріали з історії навчального закладу, фотографії.
Окремий зал Політехнічного музею присвячено історії розвитку Національного технічного університету України «Політехнічний інститут». Серед експонатів залу — документи та фотооригінали, фонд випускників 1941 року, особисті речі професора В. Огієвського, академіка Г. Писаренка й інших. Привертають увагу особливо раритетні експонати — готовальня і логарифмічна лінійка, що належали студентові КПІ С. Корольову, дореволюційні дипломи випускників КПІ, макет турбореактивного двигуна — подарунок від випускника 1931 року академіка А. Люльки.
У 2008 році у відреставрованій будівлі інститутських авіаційно-автомобільних майстерень відкрився відділ «Історія авіації та космонавтики», присвячений І. Сікорському. Експозиція розповідає про історію зародження в Україні цієї галузі техніки. Розділ «Космонавтика» представлений матеріалами музею ветеранів космодрому Байконур. Викликає захоплення у відвідувачів спускний апарат космічного корабля серії «Восток» та тренажерний комплекс, що складається з пульта оператора космічного зв'язку й імітатора зоряного неба.
Одними зі найцікавіших експонатів Політехнічного музею вважаються перший ламповий радіоприймач 1917 року, один з перших радянських телевізорів «КВН-49», кольоровий проєкційний телевізор (у 1985 році в Україні їх випустили всього 6), також привертають увагу телефонні апарати 30-х і 50-х років 20 сторіччя. Є в музеї та «прабатьки» нинішніх ультрасучасних комп'ютерів: цифрова електронна обчислювальна машина «Промінь» та персональний комп'ютер «Нейрон» (він серійно випускався з 1986 по 1991 роки). Також музею належить алея пам'ятників видатним вченим, серед яких Є. Патон, С. Лебедєв, М. Кравчук, С. Корольов. Завдяки співробітникам на будівлі музею були встановлені меморіальні дошки знаменитим конструкторам І. Сікорському та А. Люльці.
На сьогодні Політехнічний музей виконує також функції науково-дослідного й культурно-освітнього закладу. Співробітники музею крім виставкової діяльності активно займаються науковою, виховною та просвітницькою роботою у різноманітних формах. Так, з 2001 року в музеї проводиться цикл наукових читань «Видатні конструктори», де збираються вчені, студенти, технічна інтелігенція, а також всі небайдужі до техніки люди.